# Nesippus orientalis
A Nesippus orientalis az állkapcsilábas rákok (Maxillopoda) osztályának a Siphonostomatoida rendjébe, ezen belül a Pandaridae családjába tartozó faj.

## Tudnivalók
Ez a tengeri ízeltlábú az Atlanti-óceán északnyugati részén fordul elő.
Mint sok más rokona, a Nesippus orientalis is élősködő életmódot folytat. A gazdaállatai a következők: rókacápa (Alopias vulpinus), fonócápa (Carcharhinus brevipinna), bikacápa (Carcharhinus leucas), fehér cápa (Carcharodon carcharias), tigriscápa (Galeocerdo cuvier), rozsdás dajkacápa (Ginglymostoma cirratum), Mustelus antarcticus, nyestcápa (Mustelus canis), csillagos cápa (Mustelus mustelus), Mustelus punctulatus, hétkopoltyús tehéncápa (Notorynchus cepedianus), Rhizoprionodon acutus, Scoliodon laticaudus, csipkés pörölycápa (Sphyrna lewini), nagy pörölycápa (Sphyrna mokarran) és közönséges pörölycápa (Sphyrna zygaena).